# ニュートロニウム
ニュートロニウム (Neutronium) とは、"中性子のみによって構成された物質" を指すために用いることが提案・提唱されている用語である。
「Neutronium」という用語は1926年に造語されたが、それが指す内容は時とともに変化してきている。
「中性子のみによって構成された物質」というのは、一般には元素としては定義されておらず、そもそも純粋な形で存在するかどうかも分かっていない。

## 歴史
「Neutronium」という用語は、1926年にエストニアの化学者アンドレアス・フォン・アントロポフによって造語された。アントロポフは「原子番号が0の元素」を提唱し、周期表の先頭に配置されると予想した。そしてアントロポフはこの原子番号が0の元素を、「Neutronium（ニュートロニウム）」と命名した。アントロポフは独自の周期表を作成し、ニュートロニウムをその周期表の先頭に配置した。
時代が下ると、螺旋状の周期表の中心に「ニュートロニウム」を配置する表現も登場した。代表的なものに、フランスのシャルル・ジャネの周期表（1928年）、アメリカ合衆国のエドガー・エマーソンの周期表（1944年）、アメリカ合衆国のジョン・D・クラークの周期表（1950年）、そしてイングランドのフィリップ・スチュワートの銀河周期表（2005年）がある。

## ニュートロニウムと中性子星
「ニュートロニウム」という用語は、一般向けの文献では「中性子星の核に含まれる物質」という意味で使用されることがしばしばある。中性子星は密度が非常に高く、表面から約1 kmよりも深い部分では電子の縮退圧で支えることができない。中性子星の内部で、密度が1010 kg/m3を超えると、構成物質の原子核に含まれる一部の陽子が電子を捕獲して中性子となる。この密度では、中性子過剰の原子核が安定に存在するが、原子核同士は個別に存在する。密度が4.3×1014 kg/m3から1×1017 kg/m3の領域では、中性子が原子核の外部でも安定に存在するようになる。ここまでは地殻に相当するクラスト層である。中性子星の核は外核に相当するアウターコアと、内核に相当するインナーコアから構成されていると考えられている。アウターコアでは、わずかな陽子や電子を除き、ほぼすべてが自由中性子で占められている。インナーコアでは中性子内部からπ中間子が漏れ出している。
このような「中性子星の核を構成する物質」を指す名称として、「ニュートロニウム」という用語が採用されている場合がある。ただしこの用語が専門的な科学文献で使用されることは稀である。その理由は2つある。
1. 「ニュートロニウム」という用語の定義が、広く合意されていない。
2. 中性子星の核は複数の層からなり、特に中心部は中性子以外の素粒子を多数含む。

中性子星の核を構成する物質の多くは自由中性子であると推定されている。専門的な科学文献ではこれについて通常、中性子縮退物質として参照している。

## ニュートロニウムの同位体
「ニュートロニウム」という用語は科学文献において、物質の一種を指す用語としても、元素を指す用語としても、通常は使用されない。ただし自由中性子のほか、陽子を含まずに2つの中性子のみから構成される粒子の存在可能性についての報告の中で、「ニュートロニウム」という表現が使用されることはある。「ニュートロニウム」は、結び付く中性子の数により、次の分類が考えられている。
モノニュートロン (Mononeutron)
単一の中性子が孤立した状態にあるもの。自由中性子のこと。ベータ崩壊の過程で発生する。平均存在時間は約15分であり、半減期は約10分である。この中性子はベータ崩壊により、電子および反ニュートリノを放出して陽子となる。
ダイニュートロン (Dineutron)
中性子2個が結び付いた状態のもの。束縛粒子ではない。三重水素を発生させる原子核反応の過程において、極めて短い時間にのみ存在する状態と考えられている。
トリニュートロン (Trineutron)
中性子3個が結び付いた状態のもの。存在は認められていない。短時間の存在可能性についても予想されていない。
テトラニュートロン (Tetraneutron)
中性子4個が結び付いた状態のもの。仮説粒子。2022年に理研仁科加速器科学研究センターの大津秀暁らにより存在が報告された。
以降、中性子20個が結び付いた状態のイコサニュートロンまで考えられているが、いずれも計算上は存在し得ない。
もし「ニュートロニウム」を1つの元素として受け入れるならば、先述の分類は、ニュートロニウムの同位体として解釈することができる。ニュートロニウムという言葉は登場しないが、米ブルックヘブン国立研究所の国立核データセンターが発行する原子核データ情報冊子 Nuclear Wallet Cards では「元素」の1つとして扱われ、「同位体」がリストアップされている。この冊子の第7版においては、元素記号 n と表現され、原子番号 Z = 0 となっている。また同位体として、質量数 A = 1 のものが掲載されている。